# Tunte

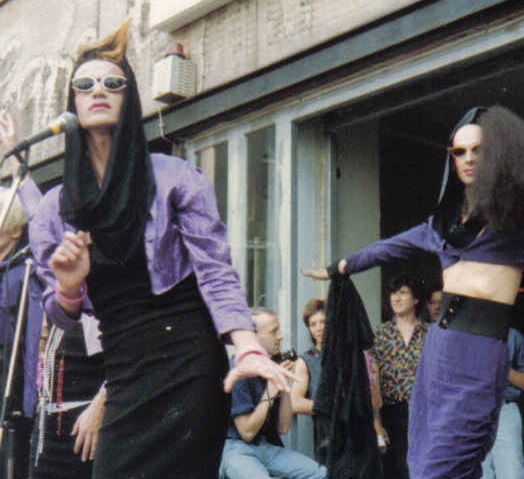
Die Polit-Tunte Melitta Sundström in Berlin 1987

Tunte bezeichnet einen homosexuellen Mann mit affektiertem und effeminiertem Verhalten. Oft wird dieser Ausdruck sowohl in heterosexuellen als auch homosexuellen Kreisen abwertend im Sinne von „Weichei“ und „Mann in Frauenkleidern“ verwendet. Seit den 1970er Jahren bekam er unter Schwulen als Selbstbezeichnung eine zunehmend positive, emanzipatorische und politische Bedeutung.

## Begriff und Abgrenzung
Manchmal wird „Tunte“ mit dem Begriff „sissy boy“ gleichgesetzt, mit dem der Sexualwissenschaftler Richard Green 1987 einen Jungen vor und in der Pubertät mit stereotyp weiblichen Beschäftigungen und Verhaltensweisen bezeichnete. Die Bezeichnung Tunte für eine altjüngferliche, langweilige Frau (so verwendet z. B. von Günter Grass in Die Blechtrommel) ist inzwischen ungebräuchlich.
Tunten grenzen sich von Travestiekunst unter anderem dadurch ab, dass die als „Fummel“ bezeichnete Kleidung auch jenseits der Bühne getragen wird, so etwa auf Demonstrationen, Partys und teilweise im Alltag. Wie Dragqueens geht es Tunten nicht allein um die Nachahmung weiblicher Charaktere, sondern um den Ausdruck des weiblichen Teils der eigenen Genderidentität. Anders als Dragqueens stellen Tunten keine glamouröse Weiblichkeit oder Diven dar, sondern sind eher die „Frauen von nebenan“.

## Geschichte

### 19. Jahrhundert bis 1960er Jahre
Das Bild des effeminierten Homosexuellen kam wahrscheinlich im späten 18. Jahrhundert aus Frankreich nach Deutschland und speziell nach Berlin. Vom späten 19. Jahrhundert bis in die Zwischenkriegszeit wurde das Zerrbild der effeminierten Tunte und ihres femininen Verhaltens und Aussehens – als generelles Stereotyp homosexueller Männer – verwendet, um vor einer angeblich emaskulierten, verweichlichten Gesellschaft zu warnen. Während der Homosexuellenverfolgung durch das Naziregime trat der Begriff zeitweise in den Hintergrund. Nach 1945 wurden Tunten und Transvestiten in der deutschen Öffentlichkeit zwar zunehmend als harmlose, kuriose und komische Figuren behandelt, homosexuelle Kreise machten sie jedoch jetzt verantwortlich für das öffentliche Bild des Schwulen als „unmännlichen Mannes“. In einem anonymen Brief von 1955 an die Zeitschrift Der Kreis heißt es: „Allem ‚Tantentum‘ ist schärfster Krieg anzusagen, denn das ist es vor allem, was uns in Gegensatz bringt und – es gibt nichts Aergeres! – lächerlich macht.“ Tunten traten in diesen Nachkriegsjahrzehnten jedoch selten komplett als Frauen gekleidet auf, sondern nutzten einzelne weiblich konnotierte Aspekte, zum Beispiel Lippenstift, Nagellack und Chiffontücher, sowie Gesten und Bewegungen. Das Ausleben solcher von der Mehrheitsgesellschaft als „weiblich“ gelesenen Persönlichkeitsanteile bedeutete auch die Befreiung von bürgerlichen Normen und Männlichkeitsidealen.

### Tunten in der Schwulenbewegung
Seit den 1970er Jahren, insbesondere seit dem Tuntenstreit 1973, hat die Bezeichnung Tunte in schwulen Kreisen eine Aufwertung erfahren, unter anderem durch prominente Tunten, die sich den Begriff selbstbewusst aneigneten. Sie wendeten sich damit auch gegen die aggressive Ablehnung weiblicher Kleidung und Verhaltensweisen und effeminierter Männlichkeit in der Schwulenszene selbst.
Rosa von Praunheim beschrieb Tunten 1971 folgendermaßen:

„Die Mehrzahl der Homosexuellen gleicht dem Typ des unauffälligen Sohnes aus gutem Hause, der den größten Wert darauf legt, männlich zu erscheinen. Sein größter Feind ist die auffällige Tunte. Tunten sind nicht so verlogen wie der spießige Schwule. Tunten übertreiben ihre schwulen Eigenschaften und machen sich über sie lustig. Sie stellen damit die Normen unserer Gesellschaft in Frage und zeigen, was es bedeutet, schwul zu sein.“

In dieser Zeit wurde auch der Begriff der Trümmertunten geprägt, die sich politisch für die Aufwertung der Selbstbezeichnung als Tunte einsetzten. Der Zusatz Trümmer ist auf die überwiegend aus Fundsachen zusammengetragenen Outfits zurückzuführen sowie auf einen symbolischen Subbotnik bei der Deutschen Reichsbahn, bei dem Tunten Steine schleppten, um auf sich aufmerksam zu machen. Prominente Trümmertunten sind u. a. Baby Jane oder Mechthild Freifrau von Sperrmüll.

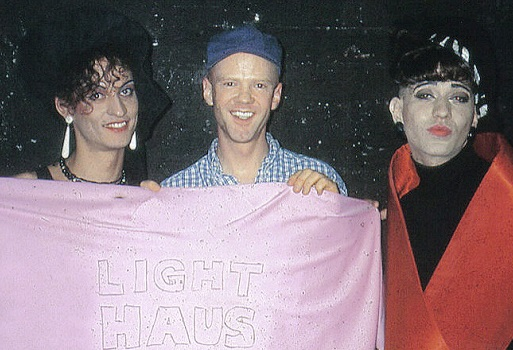
Die Tunten OvoMaltine (links) und BeV StroganoV (rechts) in Berlin, 1994

Ende der 1980er Jahre dominierten Tunten das Kulturzentrum SchwuZ in Berlin; sie entwickelten unter anderem gesellschaftskritische Bühnenshows, waren in der AIDS-Aufklärung aktiv, gründeten einen ambulanten AIDS-Pflege-Dienst sowie eine Agentur für schwul-lesbische Künstlerinnen und Künstler. Ovo Maltine sagte dazu: „Die engagierte Berliner Tunte präsentiert sich nicht in Federn und Pailletten. In Berlin Tunte zu sein, heißt, dass man auch einen politischen Gestaltungswillen hat.“ „Polittunten“, wie sie sich selbst nannten, standen für schwulenemanzipatorische Arbeit, selbstbewusstes Schwul-Sein und Kapitalismuskritik. Auch die Abwertung femininen Verhaltens bei Männern als Ausdruck einer misogynen Gesellschaft wird von Tunten kritisch gesehen. Rosa von Praunheim porträtierte die Szene anhand von vier Protagonisten bzw. Protagonistinnen unter dem Titel Tunten lügen nicht (2002).
Nach der Wiedervereinigung und dem Aufkommen der Techno-Szene in Berlin erfuhren Tunten eine erneute Marginalisierung in den schwulen Subkulturen. Dragqueens traten nun vermehrt auf, die von den Tunten als individualistisch und unpolitisch abgelehnt wurden. Daraufhin gründete sich Mitte der 1990er Jahre Trans-NeTTT, eine Gruppierung, die Tunten, Transvestiten, Dragqueens, Cross-Dresser und Transgender zusammenbringen sollte.

## Bekannte Tunten
- Melitta Sundström
- BeV StroganoV
- Ichgola Androgyn
- Ovo Maltine
- Tima die Göttliche
- Patsy l’Amour laLove